# THEOS
THEOS (ang. THai Earth Observation System) – tajlandzki satelita przeznaczony do obserwacji powierzchni Ziemi: kartografii, monitorowania rolnictwa, zarządzania lasami, monitorowania wybrzeży i oceny ryzyka powodzi. Właścicielem satelity jest tajlandzka agencja GISTDA, a misję finansuje ministerstwo nauki i technologii (koszt ok. 160 mln USD). Misja ma trwać przynajmniej 5 lat.
Do stycznia 2009 roku satelita wykonał ponad 6100 zdjęć.
Pierwotnie przewidziany do wyniesienia w listopadzie 2007 rakietą Rokot-KM, po wielokrotnych przekładaniach startu, wystrzelony został dopiero 1 października 2008 za pomocą rakiety Dniepr. Statek okrąża Ziemię po orbicie heliosynchronicznej, z punktem zstępującym o godzinie 10:00.

## Budowa i działanie
Satelita został zbudowany przez firmę EADS Astrium na podstawie kontraktu z 19 lipca 2004 roku. Firma odpowiadała także za budowę zaplecza naziemnego potrzebnego do obsługi satelity i przetwarzania danych przez niego nadsyłanych, oraz za wyszkolenie 20 osób personelu. Centrum kontroli misji mieści się w Sri Racha, w prowincji Chonburi. Centrum przetwarzania danych mieści się w Bangkoku.
Za odpowiednie położenie statku na orbicie odpowiada system stabilizacji trójosiowej, szukacze gwiazd, żyroskopy, odbiornik GPS, szukacze Słońca i magnetyczne mechanizmy zamachowe. Statek posiada silniczki korekcyjne z zapasem 82 kg hydrazyny. Baterie słoneczne (GaAs) dostarczają do 840 W energii elektrycznej.
Statek może szybko zmieniać swoją orientację w przestrzeni, w zakresie ±45º obrotu i nachylenia (45º nachylenia w 60 sekund; 30º obrotu w 60 sekund). Dokładność wyznaczania położenia wynosi 0,02º, a jego regulowania 0,12º.

## Ładunek użyteczny
Rozdzielczość przestrzenna kamery panchromatycznej szacowana jest na ok. 2 m (0,45÷0,90 μm), a wielospektralnej na 15 m w (0,45÷0,52 μm, 0,53÷0,60 μm, 0,62÷0,69 μm, 0,77÷0,90 μm). Zdjęcia są gromadzone w pamięci pokładowej (51 GB) oraz wysyłane na Ziemię łączem w paśmie X o prędkości 120 Mbps. Komputer pokładowy zapewnia wstępną kompresję zdjęć na poziomie 2,8-3,75. Wysyłanie rozkazów odbywa się w paśmie S.